# Atletica leggera ai Giochi della XX Olimpiade - 3000 metri siepi

Video della Finale

I 3000 metri siepi hanno fatto parte del programma maschile di atletica leggera ai Giochi della XX Olimpiade. La competizione si è svolta nei giorni 1-4 settembre 1972 allo Stadio olimpico di Monaco.

## Presenze ed assenze dei campioni in carica
| Competizione      | Atleta            | Prestazione | Monaco 1972 |
| ----------------- | ----------------- | ----------- | ----------- |
| Olimpiadi 1968    | Amos Biwott       | 8'51”02     | Presente    |
| Commonwealth 1970 | Tony Manning      | 8'26”2      | Non selez.  |
| Asiatici 1970     | Nobuyoshi Miura   | 8'48”8      | Non selez.  |
| Panamericani 1971 | Mike Manley       | 8'42”27     | Presente    |
| Europei 1971      | Jean-Paul Villain | 8'25”2      | Presente    |

## La gara
Grave errore di valutazione del primatista mondiale Kerry O'Brien (Aus) che, in batteria, crede di fare una passeggiata e invece rimane fuori dalla finale.
Non sorprende, ma incuriosisce tutti, la presenza del campione dei 1500, il keniota Kipchoge Keino.
Ha un personale di 8'30", forse vuole fare un test in vista della sua distanza preferita.

La gara è condotta per larghi tratti da Bronisław Malinowski. Il campione polacco impone un ritmo elevato e guida il gruppo fino a 500 metri dall'arrivo. Alla campanella dell'ultimo giro sono in testa i kenioti Keino e Jipcho. Il polacco accusa la fatica e si fa superare dal finlandese Tapio Kantanen, il quale si pone all'inseguimento dei due battistrada. Dopo l'ultima barriera con l'acqua Keino allunga e va a vincere. Kantanen supera Jipcho e sprinta, ma sul traguardo è raggiunto dal keniota che gli soffia l'argento. 

Keino stabilisce il nuovo record olimpico. Giunge sesto il campione olimpico uscente, Amos Biwott, in 8'33"6. Solo 11° invece il campione europeo Jean-Paul Villain, staccato di 23 secondi dal primo.

## Risultati

### Turni eliminatori
| 4 Batterie | 1º settembre | 49 iscritti    | Si qualificano i primi 3. |
| Finale     | 4 settembre  | 12 concorrenti |                           |

### Batterie
| Pos. | Atleta            | Nazione       | Tempo  | Nota |
| ---- | ----------------- | ------------- | ------ | ---- |
| 1    | Tapio Kantanen    | Finlandia     | 8'24"8 | Q    |
| 2    | Kipchoge Keino    | Kenya         | 8'27"6 | Q    |
| 3    | Takaharu Koyama   | Giappone      | 8'29"8 | Q    |
| 4    | Gheorghe Cefan    | Romania       | 8'33"8 |      |
| 5    | Andy Holden       | Gran Bretagna | 8'33"8 |      |
| 6    | Toni Feldmann     | Svizzera      | 8'35"8 |      |
| 7    | Steve Savage      | Stati Uniti   | 8'39"0 |      |
| 8    | Gérard Buchheit   | Francia       | 8'41"2 |      |
| 9    | Filbert Bayi      | Tanzania      | 8'41"4 |      |
| 10   | Vitus Ashaba      | Uganda        | 8'45"0 |      |
| 11   | Tadeusz Zieliński | Polonia       | 8'49"8 |      |
| 12   | Wigmar Pedersen   | Danimarca     | 9'03"0 |      |

| Pos. | Atleta               | Nazione          | Tempo  | Nota |
| ---- | -------------------- | ---------------- | ------ | ---- |
| 1    | Ben Jipcho           | Kenya            | 8'31"6 | Q    |
| 2    | Mikko Ala-Leppilampi | Finlandia        | 8'31"8 | Q    |
| 3    | Mikhail Zhelev       | Bulgaria         | 8'35"8 | Q    |
| 4    | Willi Maier          | Germania Ovest   | 8'37"6 |      |
| 5    | Akira Takeuchi       | Giappone         | 8'40"4 |      |
| 6    | Sergey Skripka       | Unione Sovietica | 8'41"4 |      |
| 7    | Jan Voje             | Norvegia         | 8'42"0 |      |
| 8    | Hans Menet           | Svizzera         | 8'45"4 |      |
| 9    | Eddie Leddy          | Irlanda          | 8'47"4 |      |
| 10   | Kazimierz Maranda    | Polonia          | 8'50"4 |      |
| 11   | Esau Adenji          | Camerun          | 9'34"4 |      |
| -    | Kerry O'Brien        | Australia        |        | Rit. |

| Pos. | Atleta                | Nazione          | Tempo   | Nota |
| ---- | --------------------- | ---------------- | ------- | ---- |
| 1    | Pekka Päivärinta      | Finlandia        | 8'28"95 | Q    |
| 2    | Romualdas Bitė        | Unione Sovietica | 8'30"2  | Q    |
| 3    | Jean-Paul Villain     | Francia          | 8'30"4  | Q    |
| 4    | Josef Horčic          | Cecoslovacchia   | 8'30"6  |      |
| 5    | Anders Gärderud       | Svezia           | 8'30"8  |      |
| 6    | Willi Wagner          | Germania Ovest   | 8'34"0  |      |
| 7    | Paul Thijs            | Belgio           | 8'35"0  |      |
| 8    | John Bicourt          | Gran Bretagna    | 8'38"8  |      |
| 9    | Doug Brown            | Stati Uniti      | 8'41"2  |      |
| 10   | Panagiotis Nakopoulos | Grecia           | 8'48"4  |      |
| 11   | Yohannes Mohamed      | Etiopia          | 8'52"6  |      |
| 12   | Robert Hackman        | Ghana            | 8'57"6  |      |

| Pos. | Atleta               | Nazione        | Tempo  | Nota |
| ---- | -------------------- | -------------- | ------ | ---- |
| 1    | Amos Biwott          | Kenya          | 8'23"8 | Q    |
| 2    | Bronisław Malinowski | Polonia        | 8'28"2 | Q    |
| 3    | Dušan Moravčík       | Cecoslovacchia | 8'33"4 | Q    |
| 4    | Steve Hollings       | Gran Bretagna  | 8'35"0 |      |
| 5    | Franco Fava          | Italia         | 8'35"0 |      |
| 6    | Hans-Dieter Schulten | Germania Ovest | 8'39"8 |      |
| 7    | Boualem Rahoui       | Algeria        | 8'41"0 |      |
| 8    | Spyridon Kontosoros  | Grecia         | 8'41"0 |      |
| 9    | Georges Kaiser       | Svizzera       | 8'45"4 |      |
| 10   | Mike Manley          | Stati Uniti    | 8'50"4 |      |
| 11   | Sverre Sørnes        | Norvegia       | 8'54"8 |      |
| 12   | Usaia Sotutu         | Figi           | 9'12"0 |      |
| 13   | Julio Quevedo        | Guatemala      | 9'28"4 |      |

### Finale
| Primatista mondiale   | 8'22"0 '70 | Kerry O'Brien        | Presente |
| Primatista stagionale | 8'22"2     | Bronisław Malinowski | Presente |

| Pos.    | Atleta               | Nazione          | Tempo   | Nota            |
| ------- | -------------------- | ---------------- | ------- | --------------- |
| Oro     | Kipchoge Keino       | Kenya            | 8'23"64 | Record olimpico |
| Argento | Ben Jipcho           | Kenya            | 8'24"62 |                 |
| Bronzo  | Tapio Kantanen       | Finlandia        | 8'24"66 |                 |
| 4       | Bronisław Malinowski | Polonia          | 8'27"92 |                 |
| 5       | Dušan Moravčík       | Cecoslovacchia   | 8'29"06 |                 |
| 6       | Amos Biwott          | Kenya            | 8'33"48 |                 |
| 7       | Romualdas Bitė       | Unione Sovietica | 8'34"64 |                 |
| 8       | Pekka Päivärinta     | Finlandia        | 8'37"17 |                 |
| 9       | Takaharu Koyama      | Giappone         | 8'37"66 |                 |
| 10      | Mikko Ala-Leppilampi | Finlandia        | 8'41"03 |                 |
| 11      | Jean-Paul Villain    | Francia          | 8'46"72 |                 |
| 12      | Mikhail Zhelev       | Bulgaria         | 9'02"59 |                 |